# Бадирбейли, Лейла Агалар кызы
Лейла Агалар кызы Бадирбейли или Лейла Бадирбе́кова (в замужестве — Джаванширова, азерб. Leyla Ağalar qızı Bədirbəyli (Cavanşirova); 8 января 1920, Баку — 23 ноября 1999, там же) — советская азербайджанская актриса театра и кино. Народная артистка Азербайджанской ССР (1959). Лауреат Сталинской премии второй степени (1946). Член ВКП(б) с 1945 года.

## Биография
Родилась 8 января 1920 года в Баку в семье Агалара Бадирбекова, происходившего из рода шамкирских беков и Бикя ханум, дочери шамкирского хана Муса хана. Детство Лейла провела в их доме в Ичери-шехере.
В 1936 году, она стала солисткой ансамбля песни и пляски Азербайджана, в котором находилась вплоть до 1942 года. В 1942 году по приглашению руководства АзДТ имени М. А. Азизбекова она стала актрисой на его сцене. Она позднее рассказывала:
Театр связан для меня с именами таких корифеев, как Мехти Мамедов, Адиль Искендеров, Алескер Алекперов. Моя деятельность в кино и в театре пришлась на военное время, но, несмотря на это, эти годы были очень плодотворными в мире искусства, и для меня в том числе…
В 1945 году актриса сыграла роль Гюльчохры в музыкальной комедии «Аршин Мал-Алан» именно по приглашению Узеира Гаджибекова. В дальнейшем она сыграла запоминающиеся роли в таких фильмах как «Фатали-хан», «Встреча», «Тени ползут», «Её большое сердце», «Кероглы», «Кура неукротимая», «Севиль», «Парни с нашей улицы», «В один прекрасный день», «Дервиш взрывает Париж» и т. д. В 1951 году актриса окончила Азербайджанский театральный институт.
Скончалась 23 ноября 1999 года в Баку. Похоронена в на Аллее почётного захоронения.

## Личная жизнь
В 1936 году, в возрасте 16 лет вышла замуж за представителя рода Джеванширов, потомка карабахского хана Ибрагим Халил-хана Фараджа Джаванширова. Через год у них родился сын Джаваншир, но через несколько лет пара развелась.
В 1942 году Лейла второй раз вышла замуж за Камиля Асланова. У пары родились две дочери: Лала (1947) и Бикя (1964). Спустя несколько лет после рождения второй дочери Камиль трагически погиб в автокатастрофе в одной из зарубежных стран, а спустя несколько месяцев после этого старшая дочь Лала также трагически погибла в результате автокатастрофы.

## Фильмография
- 1937 — Буйная ватага
- 1941 — Сабухи — Тубу-ханум
- 1942 — Сувенир
- 1945 — Аршин Мал-Алан — Гюльчохра
- 1947 — Фатали-хан — Тути-бике
- 1955 — Встреча — Бильгеис
- 1958 — Её большое сердце — Халида
- 1958 — Тени ползут — Лейла
- 1960 — Кёроглы — Нигяр
- 1969 — Кура неукротимая — Зарнигяр
- 1970 — Ожидание
- 1970 — Севиль — Тафта
- 1972 — Старая черешня
- 1973 — Парни нашей улицы
- 1974 — По следам Чарвадаров
- 1975 — Свет погасших костров
- 1976 — Дервиш взрывает Париж — Шахрабану-ханум
- 1976 — В один прекрасный день — мать
- 1977 — Иду на вулкан — Гульсум
- 1978 — Я придумываю песню — мать Надира
- 1983 — Асиф, Васиф, Агасиф
- 1987 — Мужское слово
- 1988 — Мужчина для молодой женщины
- 1990 — Ловушка
- 1991 — Газельхан
- 1991 — Всгорю в огне очищения — тётя Захры
- 1991 — Привет с того света

## Награды
- Сталинская премия второй степени (1946) — за исполнение роли Гюльчехры в фильме «Аршин мал алан» (1945)[6]
- Государственная премия Азербайджанской ССР (27.04.1972)[7]
- Народная артистка Азербайджанской ССР (1959)
- Заслуженная артистка Азербайджанской ССР (1949)
- Орден «Независимость» (Азербайджан) (7 января 1999) — за большие заслуги в развитии азербайджанского театра и кино[8]
- Медаль «За трудовое отличие» (1946)
- Почётная Грамота Президиума Верховного Совета Азербайджанской ССР (1 июня 1974)[9].